# Egilia
Egilia (en griego antiguo: Αἰγιλία) es el nombre de una antigua ciudad griega de Eubea. 
Se encontraba en territorio de Eretria. Fue ocupada, junto con las poblaciones de Taminas y Quéreas por los persas en el año 490 a. C., desde donde organizaron el ataque a Eretria.
Heródoto cita también una isla con un nombre similar (Αἰγιλίη), pero señala que esta isla pertenecía a Estira, por lo que parecen haber sido dos lugares diferentes.